# Protophyte
Ce taxon est aujourd'hui obsolète.
Les protophytes sont un regroupement obsolète d'organismes eucaryotes unicellulaires (protistes) présentant une affinité supposée avec les végétaux en ce sens que ce sont des organismes autotrophes. En phycologie, ils comprennent entre autres :
- les Chlorophycées ;
- les Chrysophycées ;
- les Dictyochophycées ;
- les Dinophycées ;
- les Euglénophycées ;
- les Prymnésiophycées ;
- les Xanthophycées.